# Fairy Gone
Fairy Gone (フェアリーゴーン Fearī Gōn?) es una serie de anime con guion original, producida por el estudio P.A.Works, salió al aire en abril de 2019.

## Argumento
A raíz de la Guerra de Unificación, todas las naciones del continente de Eastald se unen por la fuerza bajo un solo gobernante. Durante la guerra, a los soldados especiales se les implantaron órganos de hadas, lo que les permitió convocar hadas poderosas para luchar bajo su mando. Estos soldados fueron apodados "Soldados Hadas" y utilizados por todos los bandos. Sin embargo, nueve años después del final de la guerra, el conflicto aún persiste, ya que los soldados hadas rebeldes y los criminales se aprovechan de la inestabilidad de la posguerra. Para combatir esta amenaza, se forma la agencia gubernamental "Dorothea", cuyo único propósito es combatir a los usuarios ilegales de hadas.
Una de las reclutas más recientes de Dorothea, Marlya, se une al operativo de Dorothea Free con la esperanza de localizar a su amiga de la infancia perdida hace mucho tiempo, Veronica, quien ahora es una soldado hada ilegal que trabaja para una organización desconocida que busca recuperar un artefacto apodado el "Tomo de las Hadas Negras"..

## Personajes
Marlya Noel (マーリヤ・ノエル?)
Voz por: Kana Ichinose
Sobreviviente de la masacre de Ray Dawn en la aldea de Suna, fue llamada "un pequeño desastre" ya que sus padres murieron el día que ella nació y la persona que la crio después también murió. Sin embargo, era amiga cercana de Veronica Thorn, a quien no ha visto desde la masacre de Suna, a la que solo ella y Veronica sobrevivieron. Al igual que otros de Suna, Marlya posee la capacidad de ver hadas primordiales sin la ayuda de equipos especiales, lo que se supone que los humanos no pueden hacer. Lleva un rifle de caza y se unió a la familia Biaklay Mafia para obtener más recursos y encontrar a Veronica. Durante una subasta del mercado negro, fue poseída directamente por el hada Ash Cloud, quien se convirtió en su hada y comenzó a trabajar con Dorothea, generalmente con Free Underbar. 
Free Underbar (フリー・アンダーバー?)
Voz por: Tomoaki Maeno
Un soldado hada de la Guerra de Unificación, un órgano de hada fue trasplantado a su cuerpo, convirtiéndolo en un soldado hada con el temible Red Hood como un lobo como su hada. Lucha con dos espadas largas y luchó junto a Wolfran Row, un compañero hada soldado, hasta el final de la Guerra de Unificación, después de lo cual se unió a Dorothea. Trabajó de incógnito como miembro de la mafia Gui Carlin durante un año hasta que conoció a Marlya Noel y los acontecimientos luego revelaron su tapadera con la mafia. Es socio habitual de Marlya desde que se unió a Dorothea. Posee el arma de hadas Verosteal, pero no es uno de los Siete Caballeros, ya que simplemente se le confió.
Veronica Thorn (ヴェロニカ・ソーン?)
Voz por: Ayaka Fukuhara
Amiga de la infancia de Marlya Noel, quien la llamó Ver, ella y Marlya fueron las únicas que sobrevivieron a la masacre de Suna dirigida por Ray Dawn, de quien ha jurado vengarse. Al igual que otros de Suna, Veronica posee la capacidad de ver hadas primordiales sin la ayuda de equipos especiales, lo que se supone que los humanos no pueden hacer. Directamente poseída por su hada, Blood Daughter, trabaja como asesina para Albastora, buscando destruir el Tomo de las Hadas Negras. También está obsesionada con matar a Duke Ray Dawn en venganza por la destrucción de Suna, incluso si ella muere en el proceso.
Wolfran Row (ウルフラン・ロウ?)
Voz por: Yoshimasa Hosoya
Antiguo soldado hada durante la Guerra de Unificación, luchó junto a Free Underbar. Después de que su esposa y su hija pequeña murieran en la guerra, dejó el ejército y se convirtió en terrorista, trabajando junto a la mafia Arcame. El nombre de su hada es Fitcher.
Clara Kisenaria (クラーラ・キセナリア?)
Voz por: Ayaka Suwa
Serge Tovah (セルジュ・トーヴァ?)
Voz por: Yoshiki Nakajima
Nein Auraa (ネイン・アウラー?)
Voz por: Mie Sonozaki
Damian Carme (ダミアン・カルメ?)
Voz por: Takehito Koyasu
Marco Bellwood (マルコ・ベルウッド?)
Voz por: Hōchū Ōtsuka
Ray Dawn (レイ・ドーン?)
Voz por: Eizou Tsuda
Lily Heineman (リリー・ハイネマン?)
Voz por: Atsumi Tanezaki
Robert Chase (ロバート・チェイス?)
Voz por: Kōji Okino
Eleanor Need (エレノア・ニード?)
Voz por: Mikako Komatsu
Oz Maher (オズ・メア?)
Voz por: Yasuhiro Mamiya
Griff Mercer (グリフ・マーサー?)
Voz por: Kenjiro Tsuda
Cain Distaroru (カイン・ディスタロル?)
Axel Rabū (アクセル・ラブ―?)
Voz por: Shinji Kawada
"Sweety" Bitter Sweet (“スウィーティー”ビター・スウィート?)
Voz por: Minako Kotobuki
Patricia Pearl (パトリシア・パール?)
Voz por: Yuka Iguchi
Jonathan Passepierre (ジョナサン・パスピエール?)
Voz por: Kazuyuki Okitsu
Biivii Risukaa (ビーヴィー・リスカー?)
Voz por: Hisao Egawa
Sophie (ソフィー?)
Voz por: Shizuka Itō
Schwartz Diese (シュヴァルツ・ディーゼ?)
Voz por: Takaya Hashi

## Anime
Una serie de anime para televisión con guion original fue anunciada en enero de 2019, el estudio P.A.Works se encarga de la producción y animación. La serie salió al aire el 7 de abril de 2019 en las cadenas Tokyo MX, MBS, BS11 y AT-X. Es dirigida por Kenichi Suzuki y Ao Jūmonji es el encargado del guion; Haruhisa Nakata y Takako Shimizu son los diseñadores de personajes. (K)NoW_NAME compone la música de la serie y interpreta el tema de apertura, titulado Knock On the Core. La serie está licenciada por Funimation y fue estrenada en doblaje inglés el 28 de abril de 2019.

### Lista de episodios
| # | Título | Estreno             |
| - | --- | ------------------- |
| 1 | «Chica cubierta de ceniza» «Haikaburi no Shōjo» (灰かぶりの少女)                                                      | 7 de abril de 2019  |
| 2 | «Collar de lobo y plumas de cisne» «Ōkami no Kubiwa to Hakuchō no Hane» (狼の首輪と白鳥の羽)                          | 14 de abril de 2019 |
| 3 | «Zorro codicioso y cuervo mentiroso» «Yokubari Kitsune to Usotsuki Karasu» (欲ばりキツネと嘘つきカラス)               | 21 de abril de 2019 |
| 4 | «Ama de casa impaciente y artista egoísta» «Sekkachi Kaseifu to Wagamama Geijutsuka» (せっかち家政婦とわがまま芸術家) | 28 de abril de 2019 |
| 5 | «Luna negra y la canción de un niño perdido» «Kuroi Tsuki to Mayoigo no Uta» (黒い月と迷い子の唄)                     | 5 de mayo de 2019   |